# 西洲駅
西洲駅（さいしゅうえき、中文表記: 西洲站）は、中華人民共和国広東省広州市白雲区に位置する広州地下鉄12号線の駅。将来的には13号線との乗換駅になる予定である。

## 歴史
計画時の仮駅名は「槎頭駅」でした。2025年4月8日、当駅は所在地の西洲社区に因んで「西洲駅」とする案が公示されました'。しかし13号線の隣接駅にも仮称「西洲駅」が存在すること、さらに「槎頭」が地域の伝統的地名であることから、一部からは引き続き「槎頭駅」使用を求める声が上がりました。ところが西洲社区側は「駅の位置と『槎頭』の関連性が薄い」「発音が縁起悪い」と反論し、「西洲」の方が好ましいと主張。最終的に「西洲駅」が正式名称として確定しました。
- 2025年6月29日：12号線の駅として開業[7]。

## 駅構造
両線とも島式ホーム1面2線を有する地下駅。13号線のコンコースは既に完成していますが、ホームへ続く階段・エスカレーターはすべて封鎖されています。

### のりば
| 番線 | 路線     | 行先           |
| ---- | -------- | -------------- |
| 1    | ■ 12号線 | 広州体育館方面 |
| 2    | ■ 12号線 | 潯峰崗方面     |

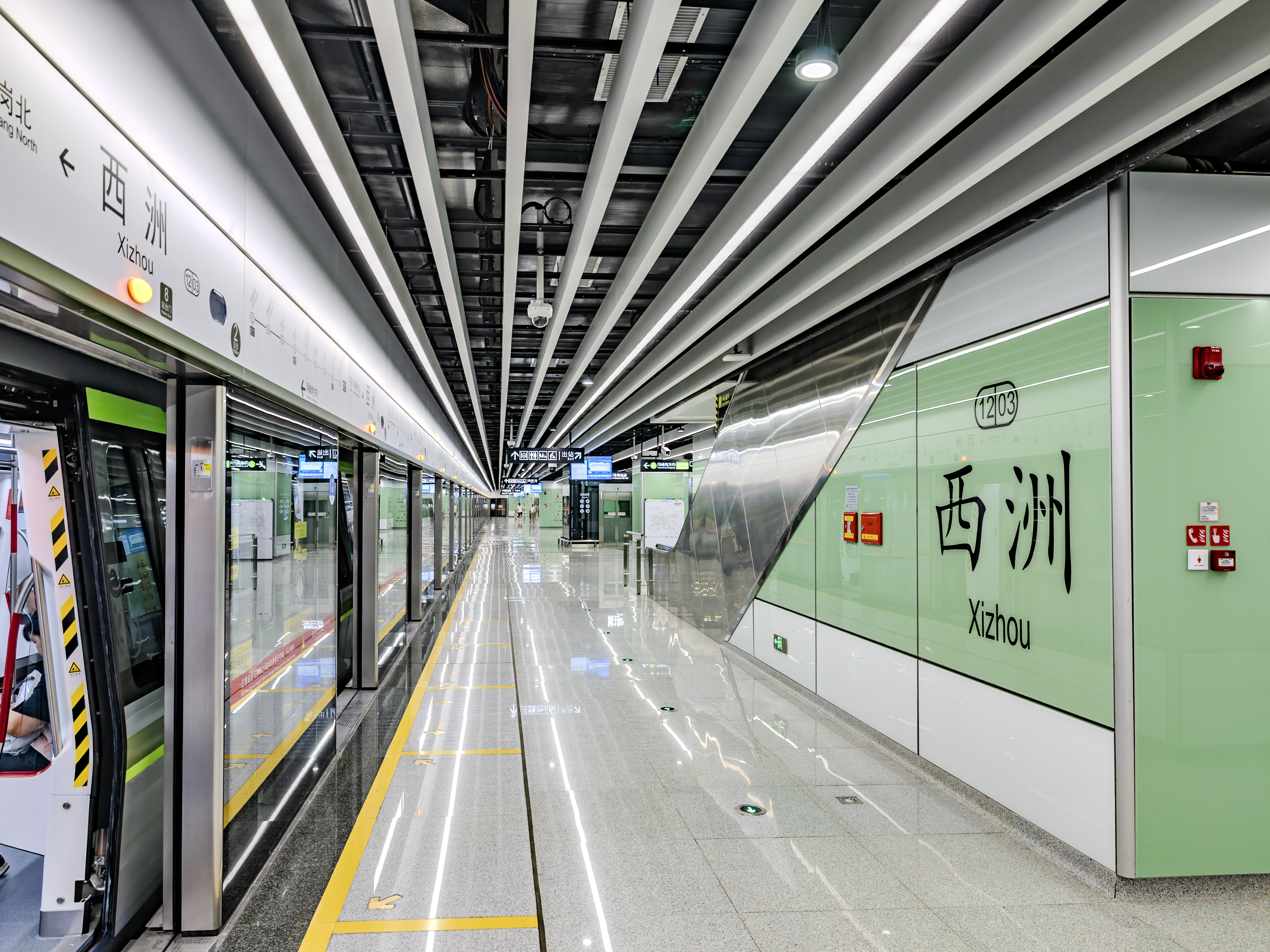
12号線ホーム（2025年7月）
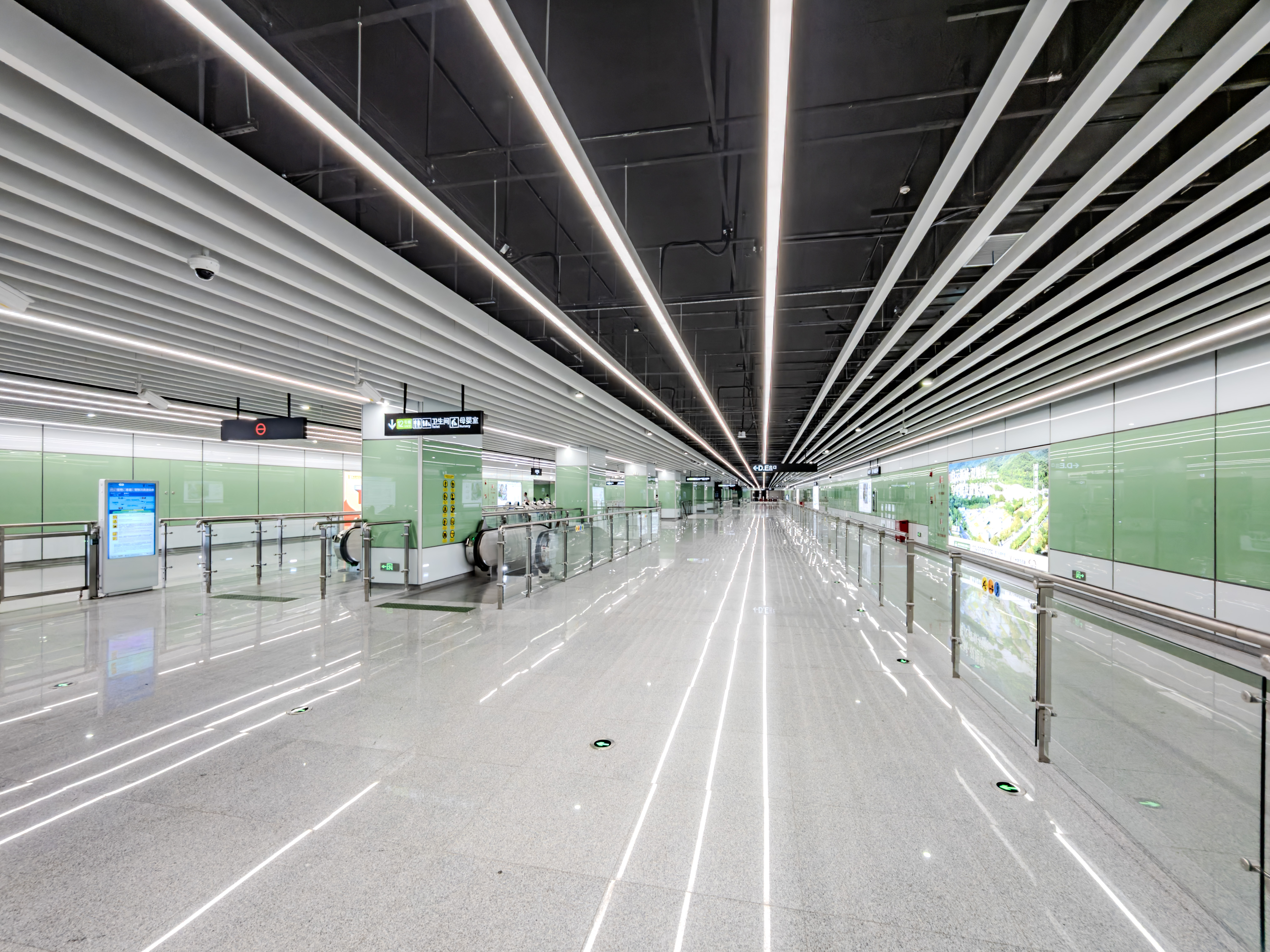
12号線コンコース（2025年7月）
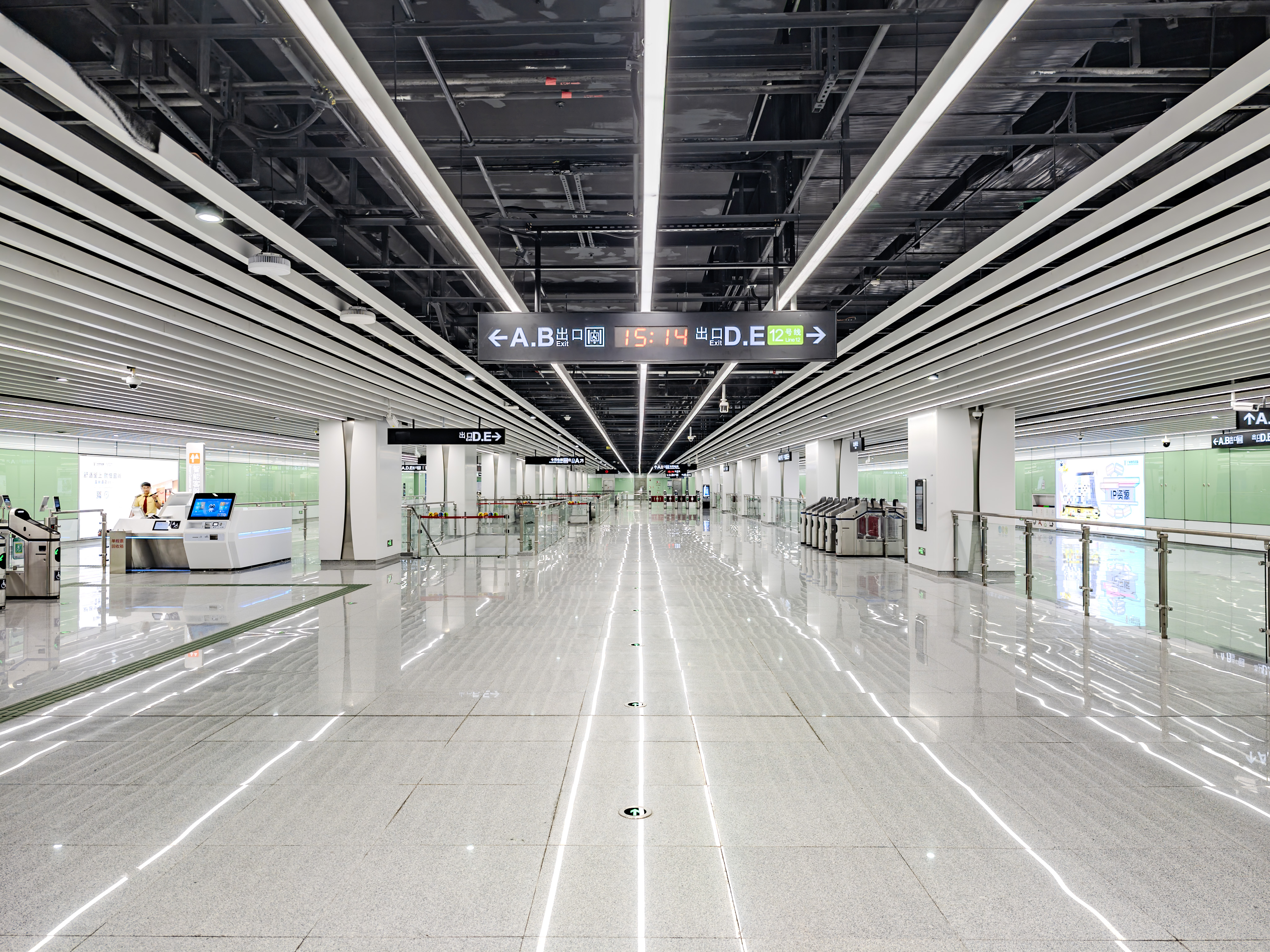
13号線コンコース（2025年7月）

## 駅周辺
- 興華工業園
- 華盛紡織

## 隣の駅
広州地下鉄
■ 12号線
潯峰崗北駅 1202 - 西洲駅 1203 - 聚竜駅 1204